# Фридольсайм
Фридольсайм (фр. Friedolsheim) — коммуна на северо-востоке Франции в регионе Гранд-Эст (бывший Эльзас — Шампань — Арденны — Лотарингия), департамент Нижний Рейн, округ Саверн, кантон Саверн. До марта 2015 года коммуна административно входила в состав упразднённого кантона Ошфельден (округ Страсбур-Кампань).
Площадь коммуны — 3,52 км², население — 231 человек (2006) с тенденцией к росту: 253 человека (2013), плотность населения — 71,9 чел/км².

## Население
Население коммуны в 2011 году составляло 251 человек, в 2012 году — 257 человек, а в 2013-м — 253 человека.
| 1962 | 1968 | 1975 | 1982 | 1990 | 1999 | 2006 | 2008 | 2011 | 2012 | 2013 |
| ---- | ---- | ---- | ---- | ---- | ---- | ---- | ---- | ---- | ---- | ---- |
| 204  | 175  | 170  | 181  | 192  | 211  | 231  | 234  | 251  | 257  | 253  |

Динамика населения:

## Экономика
В 2010 году из 158 человек трудоспособного возраста (от 15 до 64 лет) 132 были экономически активными, 26 — неактивными (показатель активности 83,5 %, в 1999 году — 79,1 %). Из 132 активных трудоспособных жителей работали 125 человек (64 мужчины и 61 женщина), 7 числились безработными (пятеро мужчин и две женщины). Среди 26 трудоспособных неактивных граждан 12 были учениками либо студентами, 12 — пенсионерами, а ещё 2 — были неактивны в силу других причин.